# Jeune Fille au corsage à pois
Jeune Fille au corsage à pois est un tableau réalisé par le peintre italien Amedeo Modigliani en 1919. Cette huile sur toile est le portrait d'une jeune fille assise sur une chaise les mains jointes. Vêtue d'un chemisier blanc à pois et d'une jupe rose, elle regarde vers le spectateur de ses yeux aux orbites pleines de bleu. L'œuvre est achetée à Paul Guillaume par Albert Barnes en juin 1923 à Paris, en France. Elle est conservée à la Fondation Barnes, à Philadelphie, en Pennsylvanie, aux États-Unis.